# 谢勒 (瓦兹省)
谢勒（法語：Chelles，法語發音：[ʃɛl] ⓘ）是法国瓦兹省的一个市镇，属于贡比涅区。

## 地理
谢勒（49°21'10"N, 3°2'4"E）面积9.08 平方千米，位于法国上法蘭西大區瓦兹省，该省份为法国北部内陆省份，北起索姆省，西接厄尔省和滨海塞纳省，南至塞纳-马恩省和瓦兹河谷省，东临埃纳省。
与谢勒接壤的市镇（或旧市镇、城区）包括：莫特方丹、勒特伊、克鲁图瓦、欧特方丹、圣艾蒂安-鲁瓦莱。

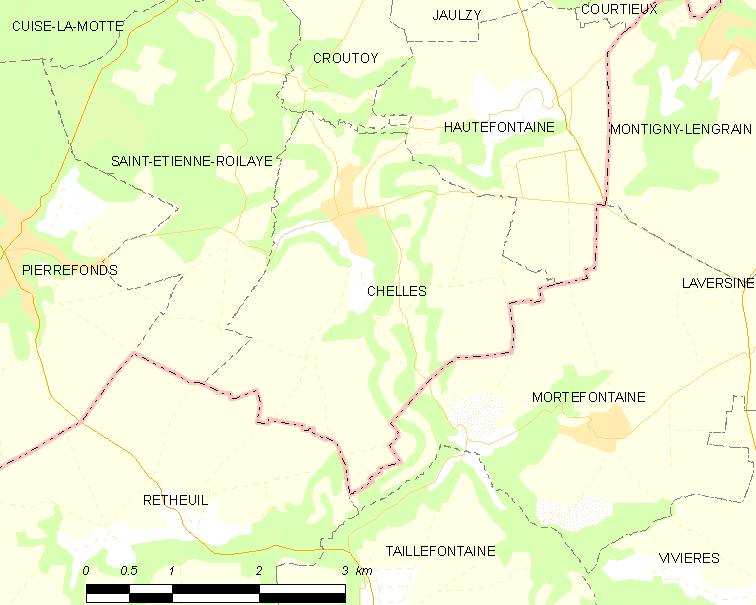
的OSM定位图

谢勒的时区为UTC+01:00、UTC+02:00（夏令时）。

## 行政
谢勒的邮政编码为60350，INSEE市镇编码为60145。

## 政治
谢勒所属的省级选区为贡比涅第二县。

## 人口

1962-2008年间人口变化图示

谢勒于2022年1月1日时的人口数量为475人。